# Horace Herring
Horace „Henk” Herring (ur. 19 czerwca 1922 w St. Petersburg, zm. 18 maja 1999 w Lemoore) – amerykański bokser, srebrny medalista letnich igrzysk olimpijskich w 1948 w Londynie w kategorii półśredniej.